# Eburia crinitus
Eburia crinitus là một loài bọ cánh cứng trong họ Cerambycidae.